# Вінтер Іван Іванович
Іван Іванович Вінтер (??? — 1831) — виконувач обов'язків  директора Рішельєвського ліцею.

## Біографія
І. І. Вінтер – капітан гвардії, колезький радник.
До педагогічної діяльності керував Одеською митницею.
З 14 березня 1829 року до кінця 1830 року був першим інспектором Рішельєвського ліцею.
У 1830 –  1831 роках виконував обов’язки директора Рішельєвського ліцею.
Помер у 1831 році.